# Tuna gård (Ekerö kommun)

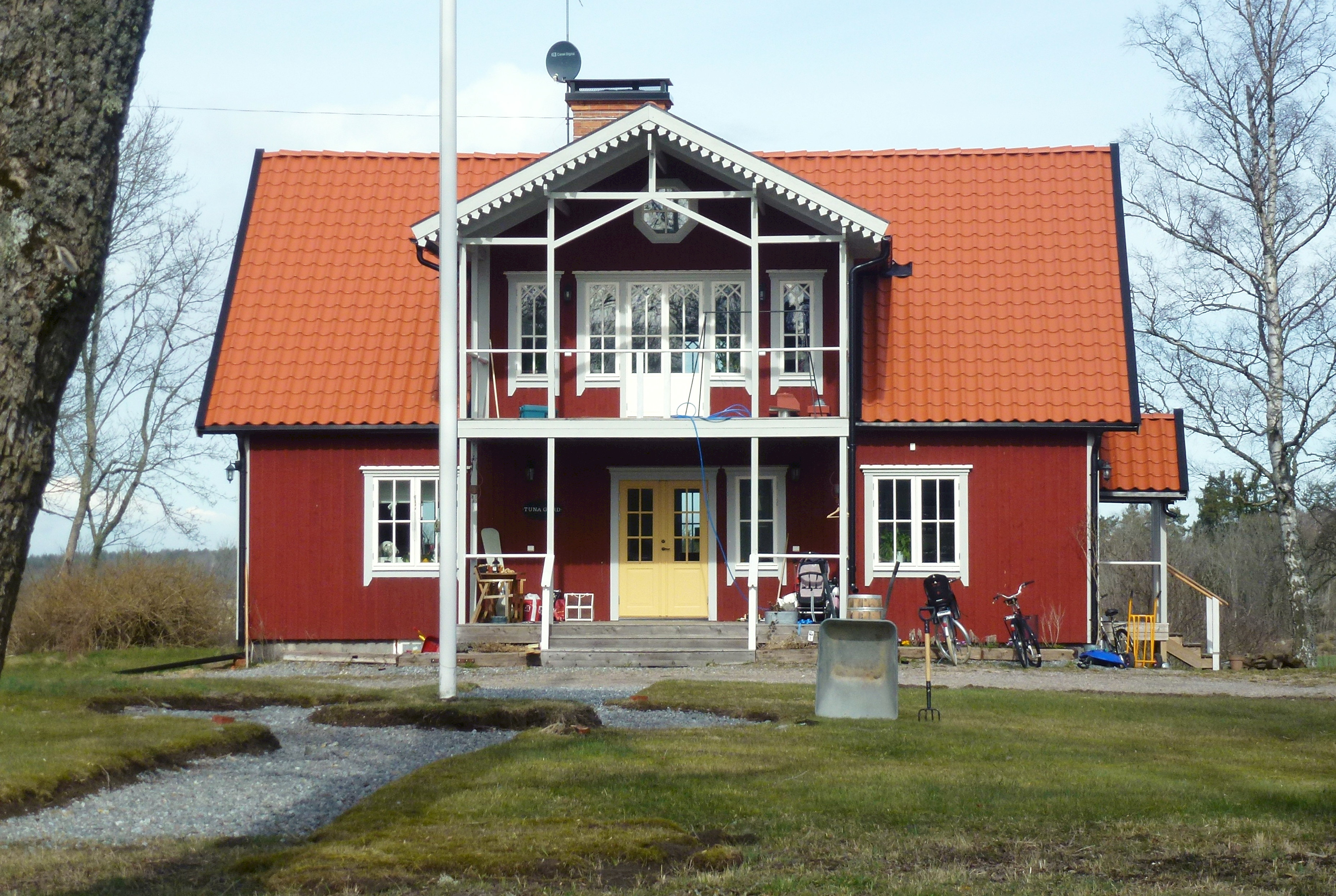
Tuna gårds huvudbyggnad 2015.

Tuna gård var en tidigare utgård under godset Edeby i Skå socken på Färingsö, Ekerö kommun. Marken och byggnaderna ägdes sedan 1940 av Stockholms stad, som sålde egendomen år 2007 till en privatperson.

## Forntid
Området var bebodd redan på yngre järnåldern, som flera större gårdsgravfält och storhögar vittnar om. Strax öster om Tuna gård märks forntida boplatser, gårdsgravfält, fossila åkrar och rester efter gamla byvägar. De historiska lämningarna tyder på att en stormansgård av betydelse låg vid Tuna under yngre järnåldern och tidig medeltid. Enligt Stockholms läns museum  var det möjligtvis kung Kol, som under 1180-talet hade sitt säte här.

## Historik

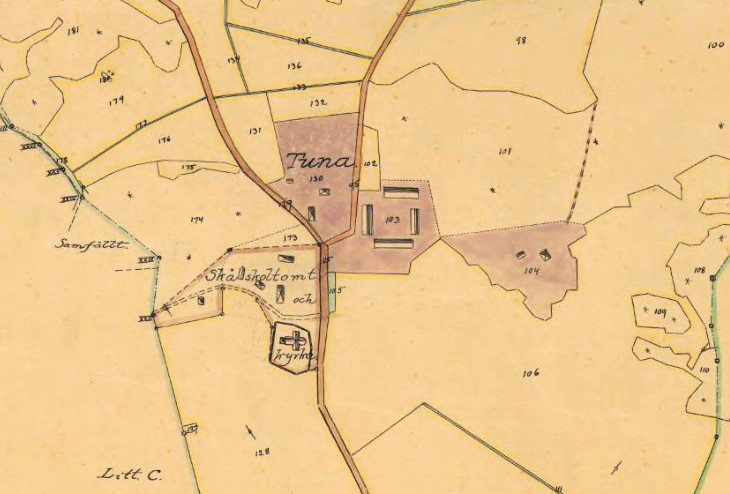
Tuna gård 1919.

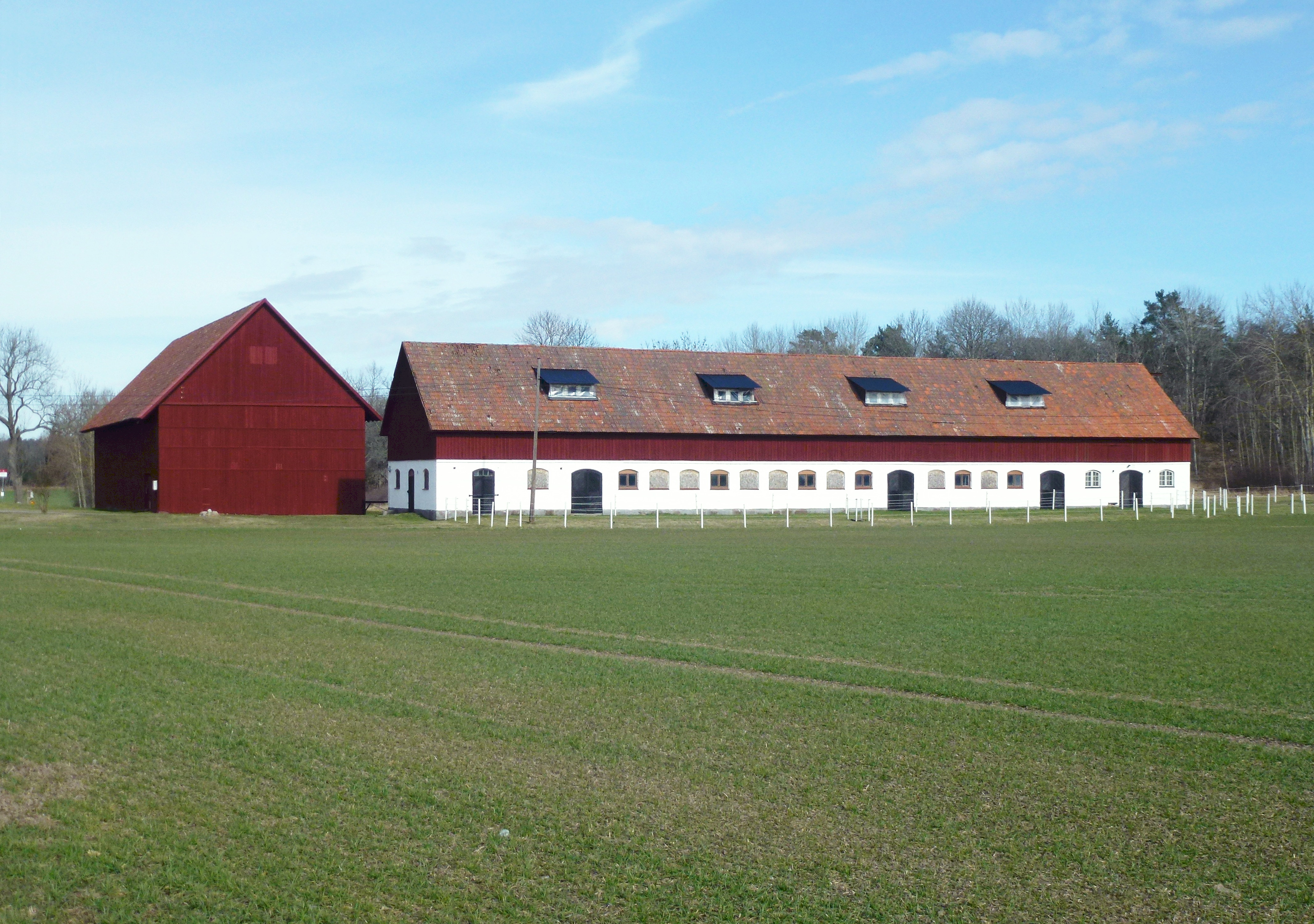
Gårdens ekonomibyggnader sätter sin prägel på slättlandskapet.

På 1300-talets mitt omnämns  Tuna villa tunum parochia ska (hus i Tuna Skå socken) och 1450 talas om en Anders Toordson i thunom.
År 1857 förvärvade snusfabrikanten Knut Ljunglöf (även kallad snus-kungen) egendomen tillsammans med godset Edeby, som då var ett av Färingsöns största lantbruk. Manbyggnaden byggdes om 1902 och fick då sin nuvarande villakaraktär. Gårdens stora ekonomibyggnader härrör från början av 1900-talet, de syns från långt håll och sätter sin prägel på slättlandskapet. Byggnaderna ligger grupperade i en stor fyrkant och bildar en innergård. Strax intill ligger Tuna Domargården med sju mindre byggnader. Även Domargården låg under Edeby.
Sedan 1915 sambrukades Tuna med Skå-Ekeby gård. Knut Ljunglöf avled 1920 och egendomen ärvdes av hans son grosshandlaren Robert Ljunglöf. År 1940 förvärvades godsets mark och byggnader av Stockholms stad för att här kunna anlägga en ny storflygplats som alternativ till Bromma flygplats (se Skå-Edeby flygfält) och på Skå-Ekeby gård inrättades 1947 Barnbyn Skå. Sedan 1950 har jordbruket på Tuna varit utarrenderat till samma arrendatorsfamilj. Barnbyn Skå lades ner år 2005.

## Nyare historik
I enlighet med ett inriktningsbeslut i Stockholms fastighetsnämnd från mars 2007 om att sälja stadens jordbruk i andra kommuner beslöts att Tuna gård i Ekerö kommun skulle avyttras, samtidigt såldes även intilliggande Skå-Edeby herrgård och mark. Tunas jordbruk  omfattar cirka 65 hektar åkermark, arrendatorsbostad med flygelbyggnad samt fyra stora ekonomibyggnader bestående av ladugård, loge och annat. Köpeskillingen utgjorde 15,3 miljoner kronor. Köparen drev tidigare en golfanläggning på Årstafältet och har för avsikt att låta anlägga en golfbana. Tidpunkten är inte fastställd.